# Clibanarius

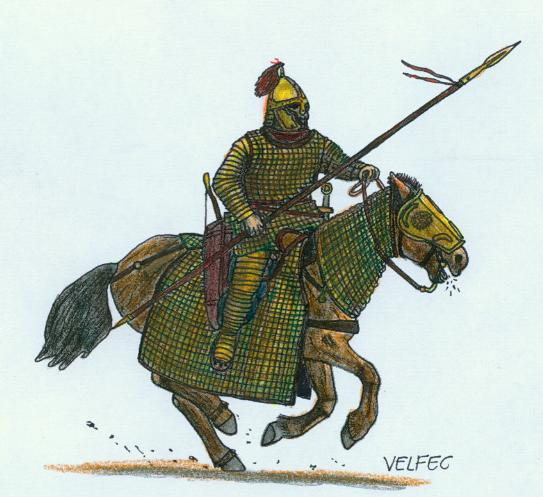
Rekonstruktionsversuch eines Clibanarius der Equites Persae Clibanarii, einer spätrömischen Eliteeinheit der Vexillationes palatinae (Palastarmee) des Ostreiches, Mitte 5. Jahrhundert n. Chr.

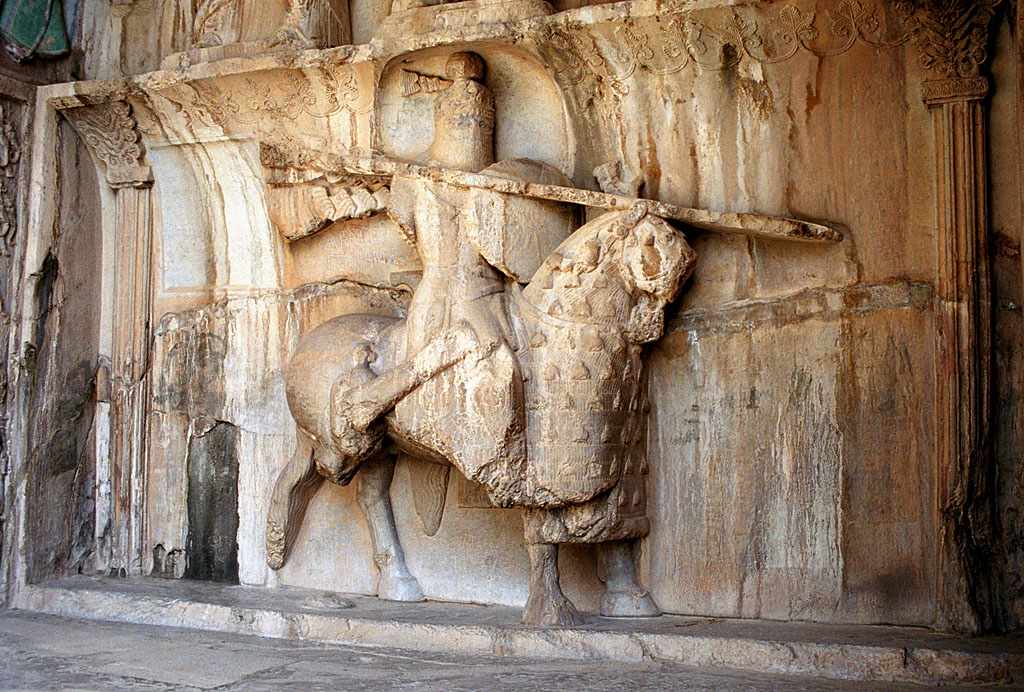
Felsrelief des sassanidischen Königs Chosrau II. in der Rüstung eines Clibanarius, Kermanschah

Antikes Ritzgraffito eines parthischen Clibanariers aus Dura Europos

Clibanarius (Plural clibanarii, von lateinisch clibanus: den Nacken schützend) nannten die Römer Reiter mit Ganzkörperpanzerung für Reiter und Pferd.
Als Vorbild diente die schwergepanzerte Kavallerie der Parther, mit denen Rom ab der Mitte des 1. Jahrhunderts v. Chr. zunehmend in Konflikt geriet. Später wurden „Panzerreiter“ auch von den persischen Sasaniden übernommen und von den Oströmern weiterentwickelt und prägten viele Armeen der Spätantike. Sowohl die persischen als auch die römischen schweren Reiter unterlagen im 7. Jahrhundert der – viel beweglicheren – leichten Kavallerie der arabischen Stämme.

## Definition
In der Antike wurde die Bezeichnung auf das griechisch-ionische Wort klibanos („Ofen“) zurückgeführt. Diese Deutung erscheint auf den ersten Blick naheliegend, da die Kämpfer in ihren Rüstungen im warmen und trockenen Klima Persiens, Kleinasiens und der Levante im Einsatz sicher unter der großen Hitze litten. In der neueren Forschung geht man davon aus, dass der Ursprung von klibanos im mittelpersischen Wort grīwbān („eiserner Nackenschutz“, „Kehlstück“) zu suchen ist. Das lateinische clibanus ist eine Dissimilation (Doppelbedeutung) für Ofen, aber auch Nackenschützer und über das griechische klibanos ebenfalls aus der persischen Sprache ableitbar.
Die älteste bekannte Erwähnung eines Clibanariers der römischen Armee stammt vom um 300 n. Chr. in Bithynien angefertigten, lateinisch beschrifteten Grabstein des Valerius Fuscianus aus Klaudiopolis (heute Türkei) und bezeichnet den Verstorbenen als catafractarius clibanarius. Dass die Clibanarii als eine aus dem Orient stammende Form der schwer gepanzerten Reiterei angesehen wurden, geht aus verschiedenen zeitgenössischen Texten hervor. So heißt es bei Ammianus Marcellinus:

“[…] cataphracti equites, quos clibanarios dicticant Persae […]”

Vom Autor der um die Wende des 4. zum 5. Jahrhundert entstandenen Historia Augusta sind von Kaiser Severus Alexander folgende Worte überliefert:

„Wir haben die Perser besiegt, […] die Kataphrakten, die jene als Clibanarier bezeichnen.“

Laut Mariusz Mielczarek unterscheidet sich der Clibanarier vom Kataphrakten nicht durch seine Rüstung bzw. Bewaffnung, sondern alleine durch seine Kampfweise. Damit wäre auch erklärt, warum auf römischen Panzerreiterdarstellungen keine klar erkennbaren Clibanarier zu finden sind. Da sie sich anscheinend nicht wesentlich von den Kataphrakten unterschieden, lässt sich dies auch bildlich nicht festhalten, aber sehr wohl in den Inschriften anführen, wie die Stele des Valerius Fuscianus aus Klaudiopolis beweist.
Bei Griechen und Persern wurden Panzerreiter auch als:
- kataphraktos („mit Eisen Überworfener“), oder
- bargustuwān-warān (mittelpersisch für „Reiter auf gepanzerten Pferden“[A 5]),

bezeichnet.

## Rüstung
Einschließlich der Waffen wog die volle Rüstung eines Clibanariers geschätzte 40 kg, ein Gewicht, das erst wieder die Plattenharnische des späten 13. Jahrhunderts erreichten.
Vielleicht trugen sie auch eine besondere Art von Rüstung. Dies führte in der Forschung unter anderem zu der Ansicht, dass die bei den Römern erst viel später eingeführten Clibinarii, im Gegensatz zu den Kataphrakten, über eine modernere, weiterentwickeltere Panzerung verfügten. Laut der Notitia dignitatum existierten im spätrömischen Reich vier fabricae (eine im Westen, drei im Osten), die laut ihren Bezeichnungen für die Produktion von clibanaria zuständig waren. Die Panzerreiter wurden von den antiken Chronisten oft mit Statuen aus Eisen gleichgesetzt. So schildert Ammianus Marcellinus die schwere Kavallerie Kaiser Constantius’ II. bei ihrem Einzug in Rom im Jahr 357:

„Hierauf nun zog mit runden Schilden und flatternden Helmbüschen eine weitere Abteilung Schwerbewaffneter ein, blitzendes Licht von ihren schimmernden Panzern ausstrahlend, und zwischen diesen marschierten die Kataphraktenreiter auf, welche die Perser clibanarii nennen, mit Masken vor dem Gesicht, die Körper schützend gehüllt in die eisernen Schalen ihrer Panzer, dass man glauben könnte, sie seien von des Praxiteles Meisterhand geschaffene Götterstatuen und keinen lebendigen Männern gleich. Die kleinen Schuppen und Ringe schmiegen sich den geschwungenen Konturen des Körpers an, überziehen alle Gliedmaßen, und wo immer ein Gelenk sich bewegt, gibt die fugenlos angemessene Hülle nach.“

## Bewaffnung
Man ist der Ansicht, dass die Clibanarier eine besonders schwer gepanzerte, mit Bogen und langer Lanze bewaffnete (kleinasiatische) Spielart der antiken Panzerreiter gewesen seien, während die Kataphrakten zwar ebenfalls eine schwere Panzerung getragen haben, aber im Kampf vor allem die im Westen verbreitete Kombination von leichter Lanze und Schild verwendet hätten (Jon C. Coulston). Da Clibanarier offensichtlich mit Pfeil und Bogen und mit einer mit beiden Händen geführten langen Lanze kämpften, konnten sie dabei entweder gar keinen oder wohl nur einen sehr kleinen Schild verwenden. Dieser Umstand machte daher das Tragen einer besonders massiven Panzerung notwendig. Einige zeitgenössische Berichte hingegen beschreiben die clibinarrii und cataphractarii ausschließlich als Lanzenreiter.

## Taktik
Die römischen Clibanarier wurden vermutlich zusammen mit berittenen Bogenschützen eingesetzt, während die Kataphrakten in geschlossenen – das heißt unvermischten – Einheiten operierten. Kataphraktier wurden gegen die Infanterie eingesetzt, Clibanarier bevorzugt gegen die Kavallerie. Ihr Einsatz in der Schlacht war ansonsten vom jeweiligen Gegner und der Situation vor Ort abhängig.

## Panzerreitereinheiten im spätrömischen Heer
Die Clibinarii in der römischen Armee waren den Kataphrakten im Rang übergeordnet.
Von den drei der bisher bekannten Einheiten gehörte eine zur
- schola, d. h. Palastgarde, die anderen zwei zu den
- palatini, der direkt dem Kaiser unterstellten Feldarmee (vgl. Comitatenses).

Eine der römischen Clibinariereinheiten entspricht jedoch nicht den üblichen zeitgenössischen Beschreibungen römischer Lanzenreiter. Die Equites Sagittarii Clibanarii werden in der westlichen Notitia als Angehörige der Feldarmee des Comes Africae bzw. des Magister equitum praesentalis aufgelistet. Diese Einheiten dürften nach persischem Vorbild aufgestellt worden sein, berittene Bogenschützen avancierten im 6. Jahrhundert auch zu den standardmäßigen römischen Kavalleristen. Es ist allerdings nicht bekannt, ob deren Pferde ebenfalls gepanzert waren. Manche der heutigen Fachautoren sehen die Existenz dieser Einheit als Beweis an, dass alle clibinarii mit Bögen bewaffnet waren und daher leichter gepanzert gewesen sein müssen als die cataphractarii. Vielleicht handelte es sich aber auch nur um eine Art Spezialtruppe, da diese Einheit extra als Sagittarii ausgewiesen wird.
In der römischen Armee war die Anzahl der Clibanarier- und Kataphrakteneinheiten nie besonders hoch. Ähnlich wie bei den berittenen Bogenschützen ist auch bei den schweren Panzerreitern anzunehmen, dass es mehrere kleinere Kompanien gab, die den regulären Kavallerieeinheiten nur für Spezialaufgaben zugeteilt wurden und sich deswegen nicht im Namen ihrer Verbände niederschlug. Nicht alle Kataphrakten und Clibanarier kamen aus dem Osten. Die Namen ihrer Angehörigen, die man auf Grabsteinen gefunden hat, lassen auch auf Rekrutierungen im Westteil des Reiches schließen.
| Befehlshabender Offizier                  | Garnison bzw. Kommandantur | Name | Anzahl der Einheiten | Mannschaftsstärke (Höchststand) |
| Comes domesticorum equitum                | Konstantinopel             | Schola scutariorum clibanariorum* | 01                   | 0500                            |
| Magister militum praesentialis I          | Nicea                      | Comites clibanarii* Equites cataphractarii Biturigenses Equites I clibanarii Parthi                                                             | 03                   | 1500                            |
| Magister militum praesentialis II         | Adrianopel                 | Equites Persae clibanarii* Equites cataphractarii Equites cataphractarii Ambianenses Equites II clibanarii Parthi                               | 04                   | 2000                            |
| Magister militum per Orientem             | Antiochia (Syrien)         | Comites cataphractarii Bucellarii iuniores Equites promoti clibanarii Equites IV clibanarii Parthi Cuneus equitum II clibanariorum Palmirenorum | 04                   | 1750                            |
| Magister militum per Thracias             | Marcianopel                | Equites cataphractarii Albigenses | 01                   | 0500                            |
| Dux Thebaidos                             | Pambane (bei Theben)       | Ala I Iovia cataphractariorum | 01                   | 0250                            |
| Dux Scythiae                              | Arrubium                   | Cuneus equitum cataphractariorum | 01                   | 0250                            |
| Ostreich gesamt                           |                            | | 15                   | 6750                            |
|                                           |                            | |                      |                                 |
| Magister equitum praesentalis             | Mediolanum                 | Comites Alani* Equites sagittarii clibanarii | 02                   | 1000                            |
| Comes Africae                             | Karthago                   | Equites (sagittarii) clibanarii | 01                   | 0500                            |
| Comes Britanniarum                        | Londinium                  | Equites cataphractarii iuniores | 01                   | 0500                            |
| Westreich gesamt                          |                            | | 04                   | 2000                            |
| Gardeeinheiten sind mit * gekennzeichnet. |                            | |                      |                                 |

## Klibanophoros (Byzanz)

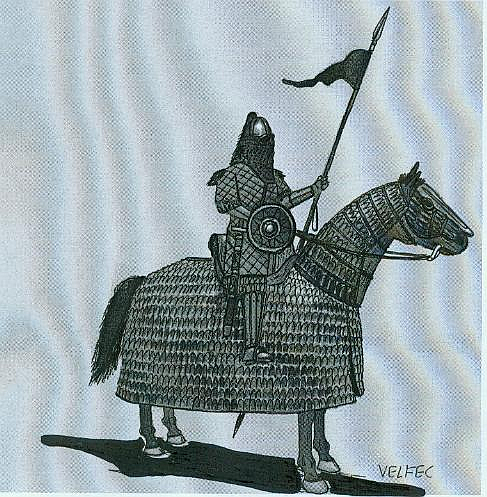
Rekonstruktionsversuch eines byzantinischen Klibanophoros, 9.–10. Jahrhundert n. Chr.

Die byzantinischen Panzerreiter tauchten erstmals in der Frühzeit des Reiches auf und wurden ab mittelbyzantinischer Zeit als Eliteformation neu organisiert. Sie waren ähnlich wie der Kataphrakt (Kataphractos) ausgerüstet, wurde allerdings von den Byzantinern noch weiter perfektioniert und wesentlich massiver gepanzert. Kaiser Nikephoros II. Phokas (960–969) führte die Klibanophoroi auch bei den Tagmata-Regimentern ein. Diese waren professionelle Soldaten, die direkt in der Hauptstadt Konstantinopel stationiert waren. Nikephoros II. führte während seiner kurzen Regierungszeit viele Kriege und war damit in den östlichen Themen auch besonders erfolgreich, die ihm auch neue Rekrutierungsgebiete für Reiter erschlossen (sie wurden überwiegend in südöstlichem Europa, Kleinasien und im Mittleren Osten ausgehoben), Byzanz war hierbei noch bis 1071 sehr aktiv. In der Schlacht bei Manzikert wurden die meisten Klibanophoroi aber möglicherweise vernichtet oder zerstreut und waren damit für das Reich verloren; die Unkosten für die Neuaufstellung von schweren Panzerreitereinheiten waren vermutlich nach dieser katastrophalen Niederlage zu groß geworden, um von dem nun erheblich geschwächten Byzanz noch getragen werden zu können.

### Rüstung
Die Rüstung bestand aus einem Eisenhelm mit Hals-, Gesichts- und Nackenpanzerung aus Kettengeflecht, einen gepolsterten Waffenrock (Leder, Baumwolle oder Filz), der über einem Lamellenpanzer getragen wurde (epilorikion), zwei oder drei Schichten Kettenpanzerung mit einem Schlitz an der Taille, taillierte Beinschienen, Handschuhe aus Kettengeflecht und mit Eisen bewehrte Schuhe. Wie auch bei anderen asiatischen Völkern (vornehmlich den Awaren) war die Lamellenpanzerung bei den Byzantinern besonders populär. Sie wird häufig auch auf zeitgenössischen Fresken orthodoxer Heiliger dargestellt. Sie war in ihrem Aufbau aber wesentlich komplizierter als das Kettenhemd. Die oberen Extremitäten wurden komplett mit Eisenplatten und -schienen (manica) geschützt. Ansonsten verwendete der Klibanophoros denselben Schildtypus wie der Kataphractos. Derartige Rüstungen standen mit kleineren Innovationen bis in das 12. Jahrhundert in Verwendung. Neuerungen aus dem Westen wurden nur selten übernommen.

### Bewaffnung
Alle Klibanophoroi trugen die Standardbewaffnung mit Schwert (spathion) und Dolch, Offiziere besaßen meist eine etwas aufwendiger verzierte Version, die in einer ledernen Scheide am Sattel mitgeführt wurde. Die Klibanophoroi sollten vielseitig einsetzbar sein, viele Einheiten verwendeten deswegen eine Kombinationsbewaffnung aus Lanze und Bogen. Die Lanze (kontarion) war ungefähr zwölf Fuß lang und wurde von der Schlachtkavallerie geführt. Die Bogenschützen verwendeten den Kompositbogen, der zwischen 49 und 58 Zoll lang war. Er wurde aus Holz-, Horn- und häufig auch Knochenteilen zusammengeleimt. Er war eine weitaus wirkungsvollere Waffe als die skythische Version, die vorher verwendet worden war. Zudem war er wesentlich kleiner als der Langbogen und konnte vom Pferd aus problemlos abgeschossen werden. Manche Klibanophoroi kämpften auch mit leichten Wurfspeeren (acht bis neun Fuß lang), andere verfügten über kurze, mit Blei beschwerte Wurfpfeile, die sogenannten marzobarboulon, von den spätantiken Römern als martiobarbulus bezeichnet. Diese Pfeile waren direkt am Sattel befestigt.

### Pferdepanzerung
Die Pferdepanzerung bestand aus Leinendecken, auf denen gehärtete Lamellen- oder Hornplatten aufgenäht waren. Sie bedeckten den ganzen Rumpf bis zu den Knien und den Hals des Tieres. Einige Pferde trugen als zusätzlichen Kopfschutz ein Metallchanfron.

### Taktik
Klibanophoroi stellten sich häufig in Keilformation auf dem Schlachtfeld auf. 20 Reiter im ersten Rang, 24 im zweiten und jeweils vier Mann zusätzlich für jeden der nachfolgenden Ränge. Der letzte Rang konnte aus bis zu 64 Reitern bestehen. Das würde eine Gesamtmenge von 504 Reitern pro Einheit ergeben, generell üblich waren aber 300–400 Mann pro Einheit. Schon ihre bloße Präsenz auf dem Schlachtfeld entschied manches Gefecht im Voraus. Einem massierten Angriff der Klibanophoroi konnten nur sehr disziplinierte und gut geführte Infanteristen standhalten.

## Bargustuwān-warān (Persien)
Die detaillierteste Beschreibung der Rüstung eines parthisch-persischen Clibanariers enthält der im 3. Jahrhundert verfasste Roman Aithiopika (Αἰθιοπικά) des Heliodor. Der Reiterkrieger

„trägt einen genau passenden im Stück getriebenen Helm, der das Gesicht eines Mannes gleich einer Maske nachbildet. Dieser Helm bedeckt den Kopf vom Scheitel bis zum Nacken mit Ausnahme der Augen. In der Rechten hält der Mann eine Stangenwaffe von größerer Länge als eine normale Lanze, mit der Linken führt er den Zügel, an der Seite hängt ein Säbel. Die Panzerung schützt nicht nur die Brust, sondern den ganzen Körper.“

Der Panzer ist folgendermaßen beschaffen:

„Viereckige geschmiedete Platten, etwa eine Handspanne lang, fügt man so aneinander, dass sie sich horizontal und vertikal überlappen, und nestelt sie an den Rändern zusammen. So entsteht eine schuppige Hülle, die sich bequem um den Körper schmiegt, die Gliedmaßen umschließt und sich zusammenzieht und ausdehnt, ohne die Bewegungen zu behindern; sie hat Ärmel und reicht vom Nacken bis auf die Beine, wobei sie nur zwischen den Schenkeln geteilt ist, um den Sitz auf dem Pferderücken zu ermöglichen. […] Die Beinschienen gewähren Schutz von den Fußsohlen bis zu den Knien, wo sie an den großen Panzer anschließen. […] In seiner Rüstung steckend steigt der Reiter nicht auf, indem er selbst aufs Pferd springt, sondern er muss wegen seines Gewichtes von anderen hinaufgehoben werden. Kommt es zum Kampf, lässt er die Zügel schießen, gibt dem Pferd die Sporen und stürmt mit voller Wucht auf den Feind los, wobei er aussieht wie ein in Bewegung gesetztes ehernes Standbild.“

Die persisch-sassanidischen Clibanarier waren nach mp. Quellen mit folgender Ausrüstung ausgestattet:
- Helm (mp. targ),
- Halsberge/Kehlstück (mp. grīwbān),
- Brustplatte und Kettenhemd/Ringelpanzer (mp. zēn/zrēh/gurdīh),
- Hentze / Panzerhandschuh (mp. abdast),
- Gürtel (mp. kustīg),
- Oberschenkelpanzer (mp. rān-ban),
- Lanze (mp. nēzag),
- Speer (mp. fraš / sel)
- Schwert (mp. sneh/šamšēr),
- Streitaxt oder Streitkolben (mp. gad/warz),
- Bogenbehälter mit zwei Bögen (mp. drōn/kamān/sanwar) und zwei Sehnen (mp. zīh),
- Köcher (mp. kantigr) mit 30 Pfeilen (mp. tigr), zwei Extra-Bogensehnen, und die
- Pferdepanzerung (mp. zēn-abzār bzw. bargustuwān).

Einige Reiter führten auch ein Lasso (mp. kamand) oder eine Schleuder mit den dazu passenden Steinen mit sich.